# Radu Crutzescu
Radu Crutzescu (* 1892 in Bukarest; † 1947) war ein rumänischer Diplomat.

## Werdegang
Er schloss 1913 ein Studium der Rechtswissenschaft an der Universität Paris aus, übte den Beruf des Rechtsanwaltes aus, trat 1918 in den auswärtigen Dienst und war Mitglied der Vorbereitungskommission für die Pariser Friedenskonferenz 1919. 1920 war er Gesandter in Warschau. Von 1921 bis 1924 war er Gesandter in Brüssel. Von 1924 bis 1927 war er Gesandter in Prag. Von 1931 bis 1935 leitete er die Personalabteilung in Bukarest.
Von 1936 bis 1938 war er Gesandter in Sofia.
Von 31. März 1939 bis 1. Juni 1940 war er Gesandter in Berlin.
Von 1. Juni 1940 bis 1941 war er Gesandter in Ankara. Von 1943 bis 1944 war er Gesandter in Kopenhagen.
| Vorgänger                | Amt                                                            | Nachfolger |
| ------------------------ | -------------------------------------------------------------- | --- |
| —                        | Rumänischer Gesandter in Warschau 1920                         | 1935–1936: Constantin Vișoianu 2008–2012: Ovidiu Dranga                                                                                  |
| —                        | Rumänischer Gesandter in Brüssel 1921 bis 1924                 | Dragos-Alexandru Banescu |
| —                        | Rumänischer Gesandter in Prag 1924 bis 1927                    | 1927 – 1930: Eugen Filotti Bogdan Neagu                                                                                                  |
| —                        | Rumänischer Gesandter in Sofia 1936 bis 31. März 1939          | 31. März 1939–1942: Eugen Filotti 24. September 2009: Anton Pacuretu                                                                     |
| Radu Djuvara (1881–1968) | Rumänischer Gesandter in Berlin 31. März 1939 bis 1. Juni 1940 | Alexandru Romalo Alexander Romalo |
| 1935–1936: Eugen Filotti | Rumänischer Gesandter in Ankara 1. Juni 1940 bis 1941          | 7. März 1956 – 22. Januar 1959: Barbu Zaharescu Juni 1980–1984: Vasile Patilineț 1999–2003: George Ciamba 26. Oktober 2011: Radu Onofrei |
| —                        | Rumänischer Gesandter in Kopenhagen 1943 bis 1944              | Mihai-Alexandru Gradinar |